# 톰 어포스톨
톰 마이크 어포스톨(영어: Tom Mike Apostol, 1923년 8월 20일 ~ 2016년 5월 8일)은 미국의 수학자이다. 캘리포니아 공과 대학교에서 가장 널리 사용되는 수학 교과서를 집필한 해석적 수론 이론가이자 대학 교수로 알려져 있다.

## 생애
어포스톨은 1923년 8월 20일에 유타주 헬퍼에서 그리스 출신 이민자인 에마누일 아포스톨로풀로스(Emmanouil Apostolopoulos)와 에프로시니 파파타나소풀로스(Efrosini Papathanasopoulos) 부부의 아들로 태어났다. 아포스토풀로스라는 성씨는 그가 미국 시민권을 취득하면서 마이크 어포스톨(Mike Apostol)로 줄어들었는데 톰 어포스톨은 미국식 성씨를 물려받게 된다.
어포스톨은 1944년에 워싱턴 대학교에서 화학 공학 학사 학위를 받았고 1946년에는 워싱턴 대학교에서 수학 석사 학위를 받았다. 1948년에는 캘리포니아 대학교 버클리에서 수학 박사 학위를 받았다. 어포스톨은 캘리포니아 대학교 버클리, 매사추세츠 공과대학교, 캘리포니아 공과대학교로 근무하면서 영향력 있는 대학원 및 대학생 수준의 교과서를 저술했다.
어포스톨은 고등학교 수학의 기본 주제를 탐구하는 내용을 담은 《프로젝트 매서매틱스!》(Project MATHEMATICS!) 교육 비디오 시리즈의 제작자이자 프로젝트 책임자로 활동했다. 어포스톨은 마미콘 므나차카냔(Mamikon Mnatsakanian)이 고안한 시각적 미적분학의 대중화하는 데에 도움을 주었는데 이 가운데 많은 부분이 미국 수학회에서 발행하는 《월간 미국 수학》(The American Mathematical Monthly)에 게재되기도 했다. 또한 어포스톨은 물리학 입문에 관한 비디오 강의 시리즈인 《기계적인 우주》(The Mechanical Universe)에 학술적인 내용을 제공하면서 물리학계에서도 널리 인정받았다.
어포스톨은 2001년에 그리스 아테네 과학원에서 학술위원으로 선출되었으며 2005년, 2008년, 2010년에 미국 수학회에서 레스터 R. 포드상(Lester R. Ford Award)을 수상했다.2012년에는 미국 수학회 회원으로 선임되었다. 2016년 5월 8일에 향년 93세를 일기로 사망했다.

## 참고 문헌
- Mathematical Analysis: A Modern Approach to Advanced Calculus, (1957) Addison-Wesley, ISBN 0-201-00288-4
- Introduction to Analytic Number Theory, (1976) Springer-Verlag, New York. ISBN 0-387-90163-9
- Modular Functions and Dirichlet Series in Number Theory, (1990) Springer-Verlag, New York. ISBN 0-387-90185-X
- Calculus, Volume 1, One-variable calculus, with an introduction to linear algebra, (1967) Wiley, ISBN 0-536-00005-0, ISBN 978-0-471-00005-1
- Calculus, Volume 2, Multi-variable calculus and linear algebra with applications to differential equations and probability, (1969) Wiley, ISBN 0-471-00008-6
- The Mechanical Universe: Mechanics and Heat, Advanced Edition ISBN 0-521-30432-6 (with Steven C. Frautschi, Richard P. Olenick, and David L. Goodstein)
- New Horizons in Geometry ISBN 088385354X (with Mamikon Mnatsakanian)